# كريستوف كوتشان
كريستوف كوتشتان (بالإنجليزية: Christoph Koutschan)‏ (من مواليد 12 ديسمبر 1978 في ديلينغن أن در دوناو، ألمانيا) وهو عالم رياضيات ألماني وعالم حاسوب. وهو حالياً عضو في معهد يوهان رادون للرياضيات الحاسوبية والتطبيقية (RICAM) التابع للأكاديمية النمساوية للعلوم.

## تعليمه
درس كريستوف كوتشتان علوم الكمبيوتر في جامعة إرلنغن نورنبيرغ في ألمانيا من 1999 إلى 2005 ثم انتقل إلى معهد الأبحاث للحساب الرمزي (RISC) في لينز، النمسا، حيث أكمل شهادة الدكتوراه. في الحساب الرمزي في عام 2009 تحت إشراف بيتر بول.

## عمله
يعمل كريستوف على الحساب الرمزي، ولا سيما على الوظائف الودية، مع تطبيقات الجمع، والوظائف الخاصة، ونظرية العقد (رياضيات)، والفيزياء.
أثبتت كريستوف كوتشتان جنبا إلى جنب مع دورون ومانويل كاويرز اثنين من التخمينات المفتوحة الشهيرة في التركيبات باستخدام حسابات الجبر على الكمبيوتر على نطاق واسع. ظهرت البراهين في وقائع الأكاديمية الوطنية للعلوم. يتعلق الأمر الأول بحدوث تخمينات وضعها آيرا جيسيل حول عدد من مسارات المشي الشبكية المقيدة إلى الطائرة الربعية. كان التخمين الثاني الذي ثبته كريستوف كوتشتان جنبا إلى جنب مع دورون ومانويل كاويرز هو ما يسمى بتخمين Q-TSPP، وهو صيغة منتج لوظيفة توليد المدار لأقسام متناظرة تمامًا، والتي صاغها جورج أندروز وديفيد روبنز في أوائل الثمانينيات.
وهو حاليا مع معهد يوهان رادون للرياضيات الحاسوبية والتطبيقية (RICAM) التابع للأكاديمية النمساوية للعلوم.

## جوائزه
في عام 2016، حصل مانويل كاويرز ودورون زيلبيرغر على جائزة ديفيد ب. روبينز من مجتمع الرياضيات الأمريكي.

## حياته الشخصية
كوتشان متزوج ولديه طفلان.